# Meran
Meran ([meˈraˑn]; italienisch Merano, ladinisch Maran) ist eine Stadt und Gemeinde im Burggrafenamt in Südtirol (Italien). Sie ist mit 41.404 Einwohnern (Stand: 31. Dezember 2023) nach Bozen die zweitgrößte Stadt Südtirols, ihre Bevölkerung setzt sich je etwa zur Hälfte aus deutsch- und italienischsprachigen Einwohnern zusammen.
Über Jahrhunderte war Meran die Tiroler Landeshauptstadt. Seit Mitte des 19. Jahrhunderts ist die Stadt vor allem als Kurort bekannt. Bedeutung hat Meran als Hauptort der Bezirksgemeinschaft Burggrafenamt, als lokales Tourismus- und Wirtschaftszentrum sowie Standort mehrerer weiterführender Schulen und eines öffentlichen Krankenhauses.

## Geographie

### Lage
Meran liegt im Burggrafenamt im Etschtal. Das Gemeindegebiet nimmt einen großen Teil des breiten, in Richtung Südosten weit geöffneten Meraner Talkessels ein, in den von Westen der Vinschgau, von Norden Passeier und von Südwesten Ulten einmünden. Eingerahmt ist der Talkessel nordseitig von der zu den Ötztaler Alpen gerechneten Texelgruppe, ostseitig von den Sarntaler Alpen und im Südwesten von Ausläufern der Ortler-Alpen.

### Stadtgebiet
Das Stadtgebiet erstreckt sich im Norden und Osten des Talkessels. Durchflossen wird es von der Passer, weshalb Meran auch die „Passerstadt“ genannt wird. Die Westgrenze zu Marling, Tscherms und Lana folgt der Etsch. Die nordwestlich an Meran angrenzende Gemeinde ist Algund. Nordseitig verläuft die Gemeindegrenze zu Dorf Tirol entlang des Küchelbergs und wird in Richtung Passeier begrenzt von der Passer, die durch die Engstelle der Gilf in den Talkessel fließt. Im Nordosten grenzt Meran an Schenna. Im Südosten reicht das Gemeindegebiet am Tschögglberg stellenweise weit über 1000 m hinauf und grenzt an Hafling und Vöran. Im Süden im Etschtal liegen die Nachbargemeinde Burgstall.

### Stadtgliederung
Meran wird in mehrere Stadtviertel unterteilt. Das historische Meran mit der Altstadt liegt auf 325 m Höhe auf der orographisch rechten Seite der Passer; Obermais und Untermais, auch als Mais zusammengefasst, befinden sich gegenüber auf der linken Flussseite. Gratsch und Labers sind ländlich geprägte Ortsteile: Gratsch nimmt den äußersten Nordwesten des Stadtgebiets am Hangfuß der Texelgruppe ein, Labers erstreckt sich über die Hänge des Tschögglbergs im Osten. Sinich mit seinem Industrie- und Gewerbegebiet liegt räumlich vom Rest der Stadt deutlich getrennt im Süden.
Eine administrative Unterteilung in Fraktionen existiert, wie auch in Bozen, nicht.

### Klima

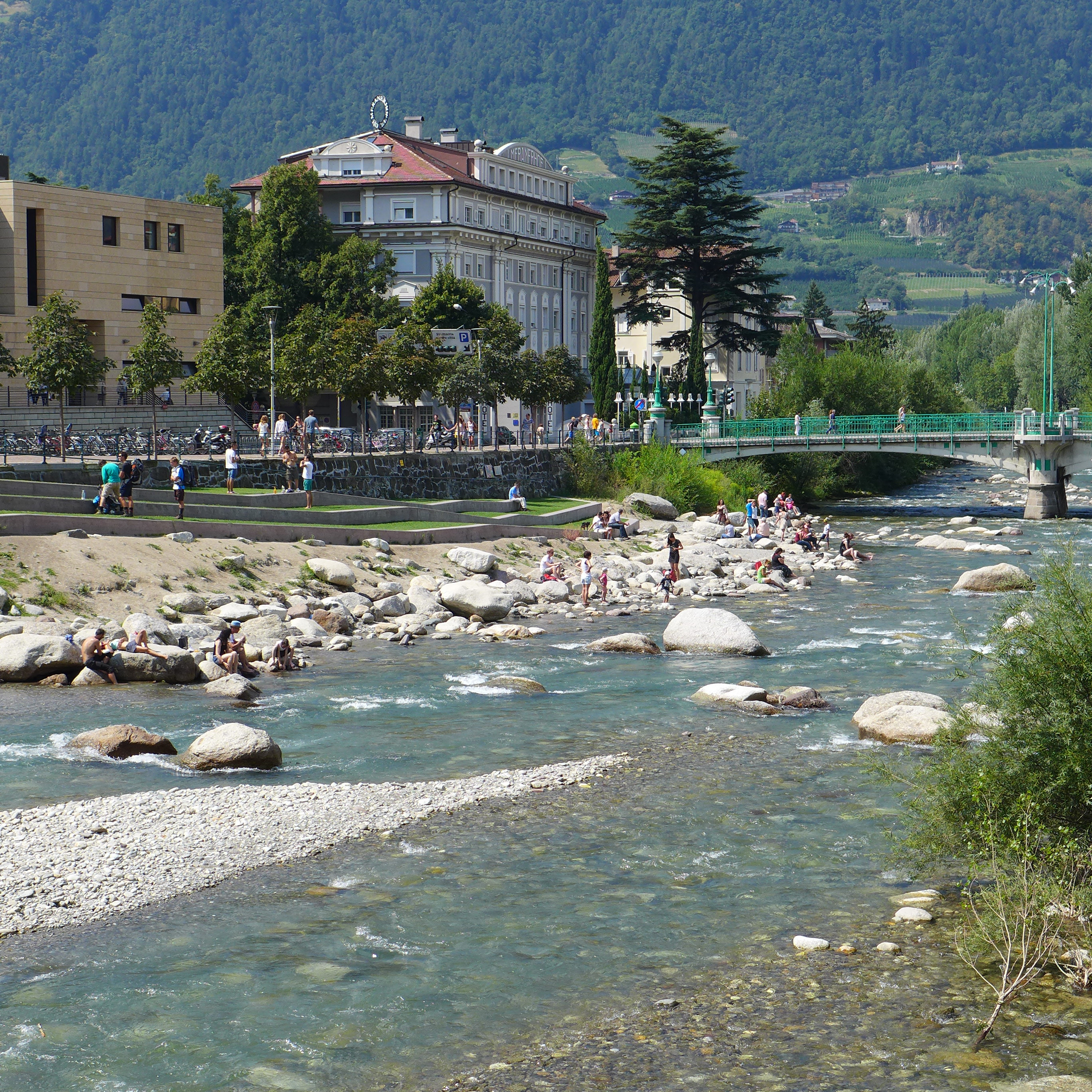
Passerufer in Meran (2013)

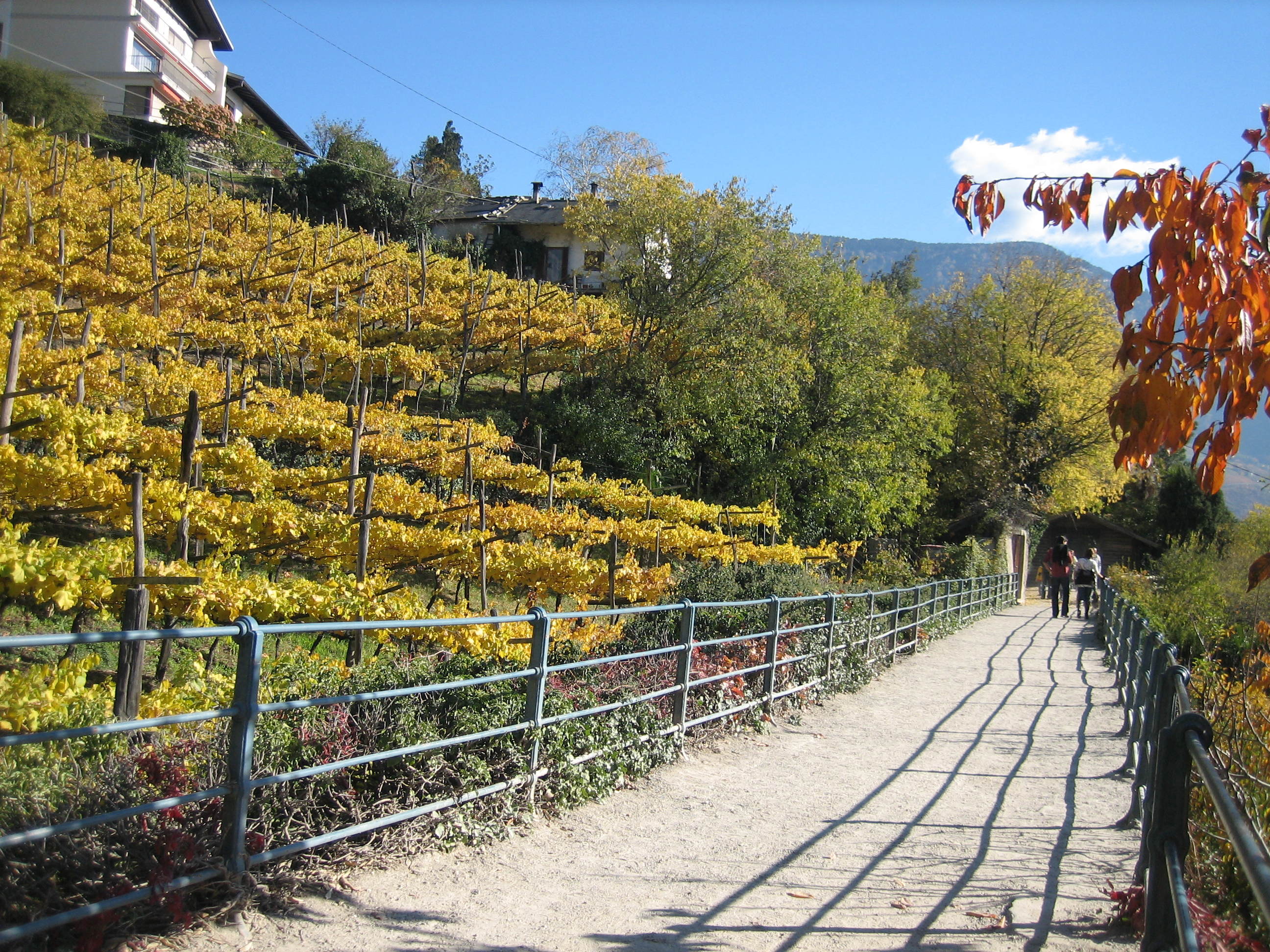
Tappeinerpromenade oberhalb von Meran

Das Klima Merans ist mediterran geprägt. Von der Texelgruppe im Norden und Nordwesten wird der Talkessel vor Niederschlägen und kalten Winden gut geschützt. Das nach Süden geöffnete Tal sorgt für die Zufuhr ausgeglichen warmer Luft (auch im Spätherbst und im Frühjahr), wodurch das Wachstum mediterraner Pflanzen wie z. B. Palmen, Zypressen, Steineichen, Lorbeer, Myrten und Libanonzedern begünstigt wird.
Das Wetter zeichnet sich durch trockene Winter und feuchte Sommer aus.
|                        | Jan  | Feb  | Mär  | Apr  | Mai  | Jun  | Jul  | Aug  | Sep  | Okt  | Nov  | Dez  |   |       |
| Mittl. Temperatur (°C) | 1,9  | 4,5  | 9,0  | 13,0 | 17,0 | 21,1 | 22,6 | 22,0 | 17,6 | 12,6 | 6,6  | 2,1  | ⌀ | 12,5  |
| Mittl. Tagesmax. (°C)  | 6,8  | 10,0 | 15,4 | 19,8 | 23,8 | 28,3 | 30,0 | 29,0 | 24,1 | 18,2 | 11,3 | 6,7  | ⌀ | 18,7  |
| Mittl. Tagesmin. (°C)  | −3,1 | −1,0 | 2,7  | 6,2  | 10,1 | 13,8 | 15,1 | 15,0 | 11,2 | 7,1  | 1,8  | −2,5 | ⌀ | 6,4   |
|                        |      |      |      |      |      |      |      |      |      |      |      |      |   |       |
| Niederschlag (mm)      | 29,2 | 26,9 | 40,8 | 52,6 | 83,0 | 88,3 | 88,5 | 98,7 | 71,6 | 74,8 | 99,2 | 56,7 | Σ | 810,3 |
|                        |      |      |      |      |      |      |      |      |      |      |      |      |   |       |
| Regentage (d)          | 3    | 4    | 5    | 6    | 9    | 9    | 10   | 10   | 8    | 7    | 7    | 4    | Σ | 82    |

| −3,1 |

| −1,0 |

| 2,7 |

| 6,2 |

| 10,1 |

| 13,8 |

| 15,1 |

| 15,0 |

| 11,2 |

| 7,1 |

| 1,8 |

| −2,5 |

| −3,1 |

| −1,0 |

| 2,7 |

| 6,2 |

| 10,1 |

| 13,8 |

| 15,1 |

| 15,0 |

| 11,2 |

| 7,1 |

| 1,8 |

| −2,5 |

| N i e d e r s c h l a g | 29,2 | 26,9 | 40,8 | 52,6 | 83,0 | 88,3 | 88,5 | 98,7 | 71,6 | 74,8 | 99,2 | 56,7 |
|                         | Jan  | Feb  | Mär  | Apr  | Mai  | Jun  | Jul  | Aug  | Sep  | Okt  | Nov  | Dez  |

## Geschichte
Um und auf dem Gebiet des heutigen Zenoberg, welches sich nordnordöstlich an Meran schließt, gibt es Funde menschlicher Besiedlung aus der Latènezeit und der römischen Kaiserzeit. Die römische Zollstation statio Maiensis befand sich gegenüberliegend auf dem Gebiet des heutigen Obermais. Dort bestand im 5./6. Jahrhundert vermutlich eine befestigte spätrömische Siedlung namens Castrum Maiense.
Meran selbst wurde erstmals 857 als Mairania erwähnt. Spätestens im 12. Jahrhundert wurde Meran Mittelpunkt der Grafschaft Tirol. Bis 1420 (formell bis 1848) Hauptstadt der Grafschaft, wurde die in der ersten Hälfte des 13. Jahrhunderts von den Grafen von Tirol begründete Marktsiedlung 1280 ummauert und rückte im 14. Jahrhundert (1317 Urkunde im Meraner Stadtarchiv) zur Stadt mit gewähltem Rat, eigenem Siegel und gesatztem Recht auf. Ende des 14. Jahrhunderts wurde Meran durch Leopold III. mit zahlreichen landesfürstlichen Privilegien zur Förderung des Handels ausgestattet.
Die ersten urkundlich fassbaren Bürger sind die aus dem Jahr 1249 bezeugten Namen Dietricus Satellarius und sein Bruder Rappotus, sowie Chonradus Chemptarius, Heinricus Pibenanzus und Seivridus (Dietrich und Rapot Sattler, Konrad Kempter, Heinrich Pibenanz und Siegfried). Seit dem 14. Jahrhundert residierte ein landesfürstlicher Land- und Stadtrichter in Meran, seit dem 15. Jahrhundert – zusammen mit dem sog. Kellner, dem habsburgischen Wirtschaftsbeamten – in der von Herzog Sigmund errichteten Landesfürstlichen Burg. Diese Richter kamen vielfach von auswärts, so amtete 1378 ein Richter Heinrich von München (Hainricus de Monaco iudex). Bedeutsam war im 14. und 15. Jahrhundert das Meraner Notariat; unter den zahlreichen Notaren sticht Leonhard Vent (auch: Vend) hervor, der im Zeitraum 1447–1478 amtete und 18 Notarsregister hinterließ sowie kurzfristig auch das Bürgermeisteramt innehatte.
In der Landesfürstlichen Burg starb 1445 der berühmte Minnesänger Oswald von Wolkenstein, der dort auf Besuch weilte.

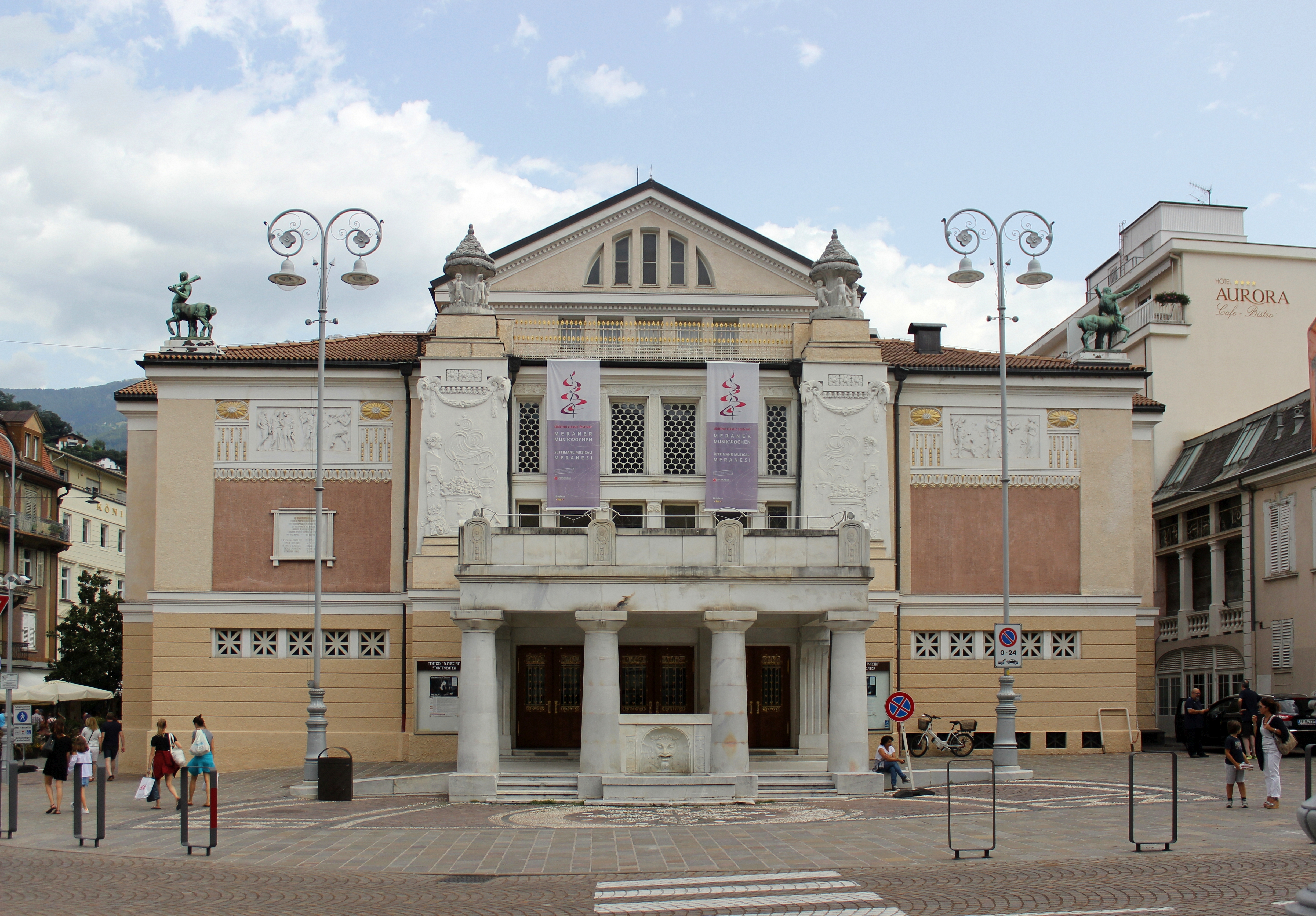
Stadttheater Meran

Mit dem Umzug des Landesherrn Friedrich „mit der leeren Tasche“ nach Innsbruck im Jahr 1420 sowie dem Aufstieg des Brennerpasses zum wichtigsten Handelsweg über die Ostalpen in Folge der Anlage des Kunterswegs verlor Meran rasch seine Vorrangstellung und seine Bedeutung als Wirtschaftszentrum. Auch die Verlegung der landesfürstlichen Münzprägestätte durch seinen Nachfolger Herzog Sigmund nach Hall im Inntal um 1475 schwächte die Stellung Merans.
Das von Napoleon und seinen Verbündeten schwer geschlagene Österreich musste 1805 im Frieden von Pressburg seine Gefürstete Grafschaft Tirol an das mit Napoleon verbündete Bayern abtreten. In der Folge wurde im Verlauf der Verwaltungsneugliederung Bayerns das Landgericht Meran errichtet. Dieses wurde nach der Gründung des Königreichs Bayern dem Eisackkreis zugeschlagen, dessen Hauptstadt Brixen war. Die Tiroler Freiheitskämpfe von 1809 rückten Meran wieder in den Mittelpunkt der Aufmerksamkeit: Am Küchelberg oberhalb Merans erkämpften die Tiroler einen Sieg über Franzosen und Bayern. Das Gebiet des Landgerichts Meran kam nach der Niederschlagung des Tiroler Volksaufstandes 1810 zum Königreich Italien und 1814 in den Befreiungskriegen wieder an das Kaisertum Österreich.
1844 entstand das österreichische Adelsgeschlecht der Grafen von Meran, Freiherren von Brandhofen, einer Nebenlinie der Habsburger, mit dem die morganatische Eheverbindung des Erzherzogs Johann von Österreich mit der Posthalterstochter Anna Plochl nachträglich legitimiert wurde.
Im Jahr 1848 wurde vom Wahlbezirk Meran Beda Weber, Benediktiner der Abtei Marienberg und Gymnasialprofessor in Meran, als Abgeordneter zum deutschen Parlament in Frankfurt a. M. geschickt.

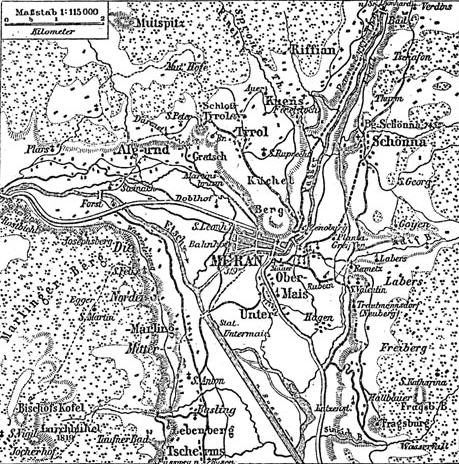
Umgebung von Meran (um 1888)

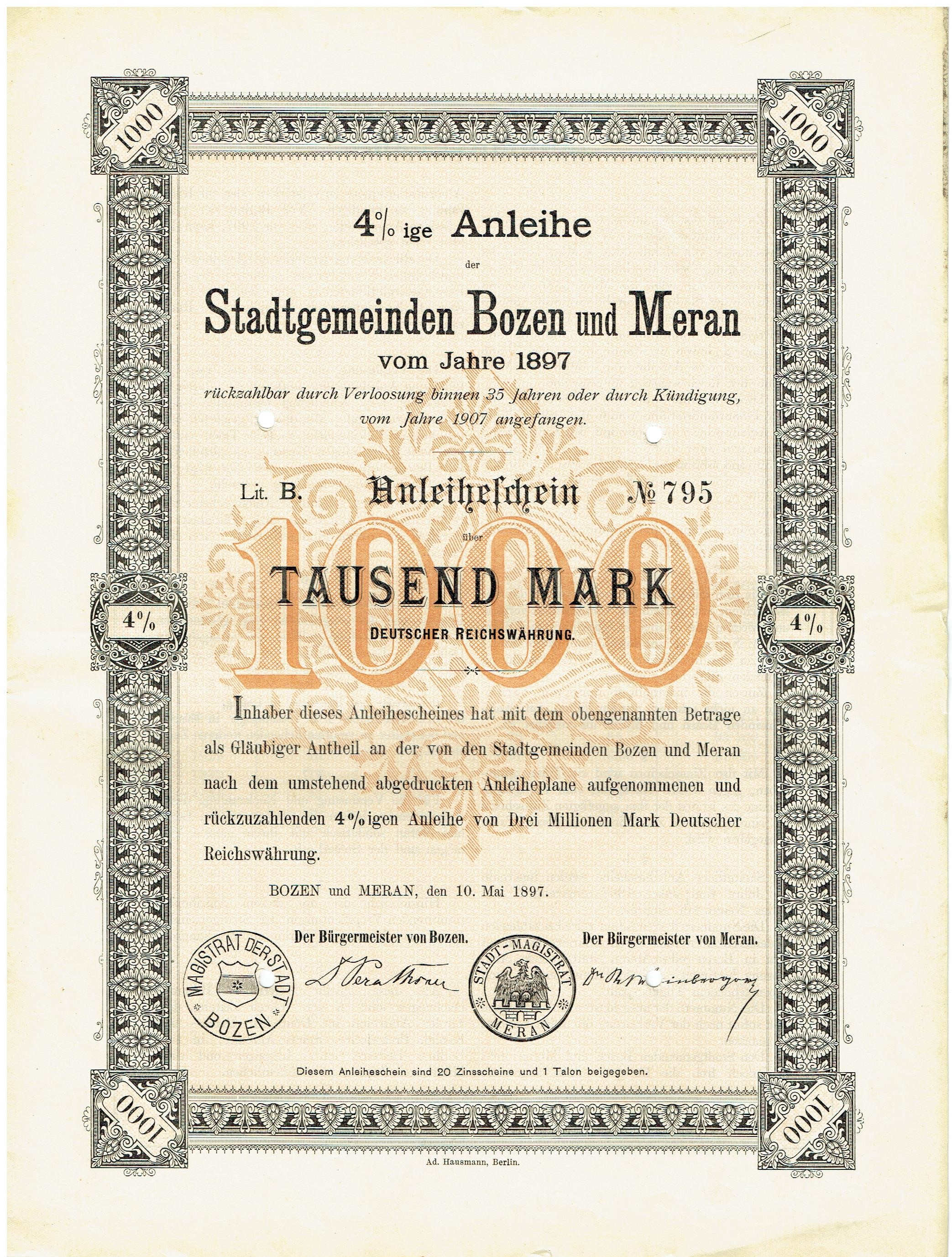
Anleihe der Stadtgemeinden Bozen und Meran vom 10. Mai 1897

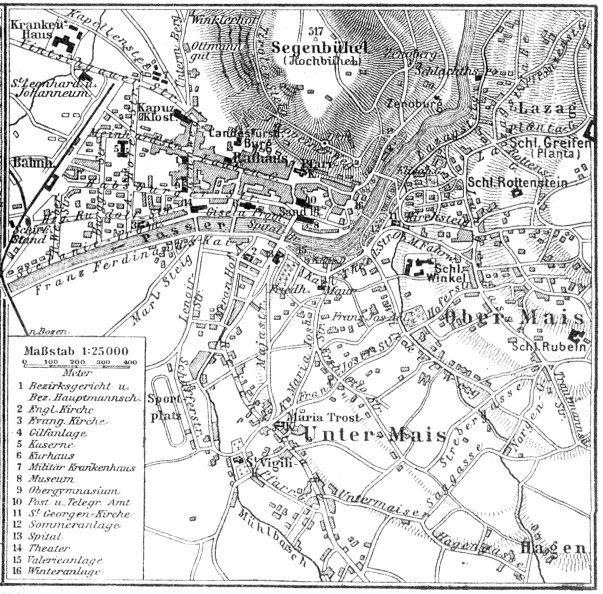
Lageplan von Meran um 1900

1855 wurde Meran Kurort, Adelige und das gehobene Bürgerturm kamen in immer größerer Zahl. So wurden 1914 40.100 Gäste gezählt. Im Zuge der touristischen Erschließung der Meraner Bergwelt wurde 1870 ein Jahr nach der Gründung des Deutschen Alpenvereins die Sektion Meran gegründet. Von 1891 bis 1911 leitete der Südtiroler Tourismuspionier Theodor Christomannos die Sektion des nun Deutschen und Oesterreichischen Alpenvereins.
Nach dem Ersten Weltkrieg kam Südtirol und damit Meran zu Italien. Jedoch entging die Stadt, im Gegensatz zur neuen Landeshauptstadt Bozen, weitgehend der Assimilierungs- und Majorisierungspolitik des faschistischen Regimes in Rom. Dies geschah besonders unter Bürgermeister Josef Gemaßmer (* 1874), der von 1914 bis 1922 der Stadt vorstand, und seinem stellvertretenden Bürgermeister Karl Bär, der von 1919 bis 1922 als Vizebürgermeister die Geschäfte des Bürgermeisters übernahm. Auch die geschickten Verhandlungen der Stadtverwaltung unter Bürgermeister Max Markart (1922–1935) trugen zu einer weitgehenden Eigenständigkeit bei.
1923 wurde das Stadtgebiet durch die Eingemeindungen von Obermais, Untermais und Gratsch erheblich erweitert. 1931 kam auch noch Hafling dazu, das aber 1957 wieder seine Eigenständigkeit zurückerlangte.
Die Konferenz von Meran zwischen der Führung der deutschen Kriegsmarine und der italienischen Regia Marina fand am 13. und 14. Februar 1941 statt. Im Zweiten Weltkrieg diente Meran als Lazarettstadt, was sie vor Bombardements verschonte. Hingegen war die jüdische Gemeinschaft Merans nach der nationalsozialistischen Okkupation des Landes ab dem 8. September 1943 Schikanen und Deportationen in die Vernichtungslager ausgesetzt. An die im September 1943 nach Deutschland verschleppten Juden erinnern ein Denkmal im Hof der Otto-Huber-Straße 36 sowie die ab 2012 verlegten Stolpersteine. Am 30. April 1945 töteten Einheiten von Wehrmacht und SS 8 Zivilisten und verwundeten zahlreiche Personen, als diese das nahende Kriegsende mit einem Umzug begrüßen wollten.
In Meran hielten sich 1945 bis 1947 bis zu 15.000 Holocaust-Überlebende auf.

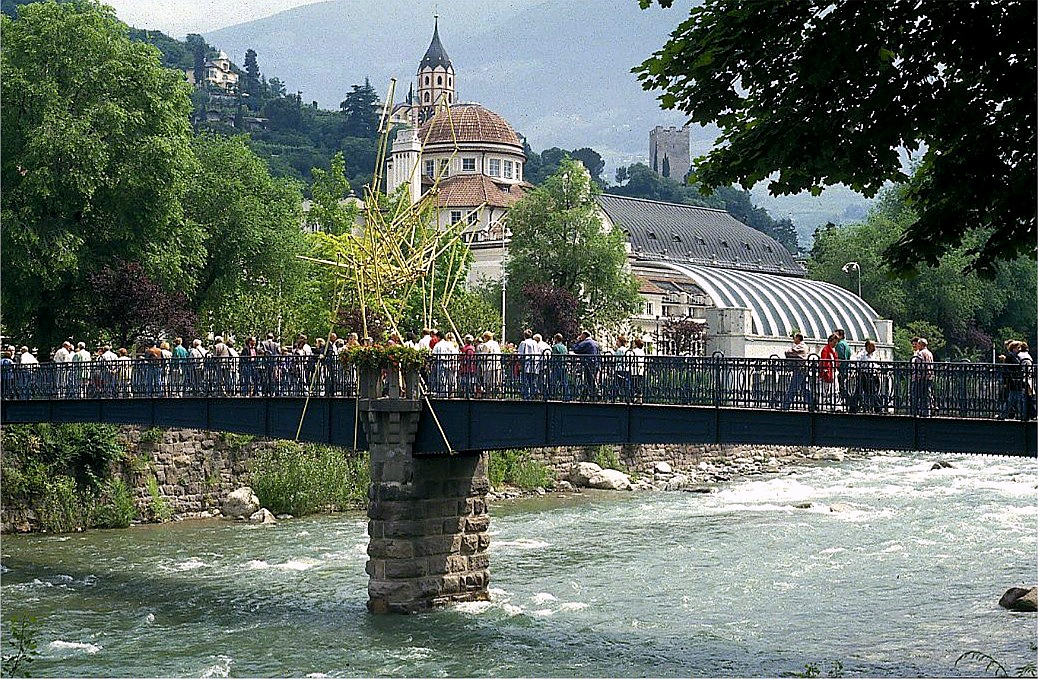
Thermenbrücke mit Stahlskulptur zur Erinnerung an Franz Kafka, im Hintergrund Kurhaus und Turm von St. Nikolaus (1994)

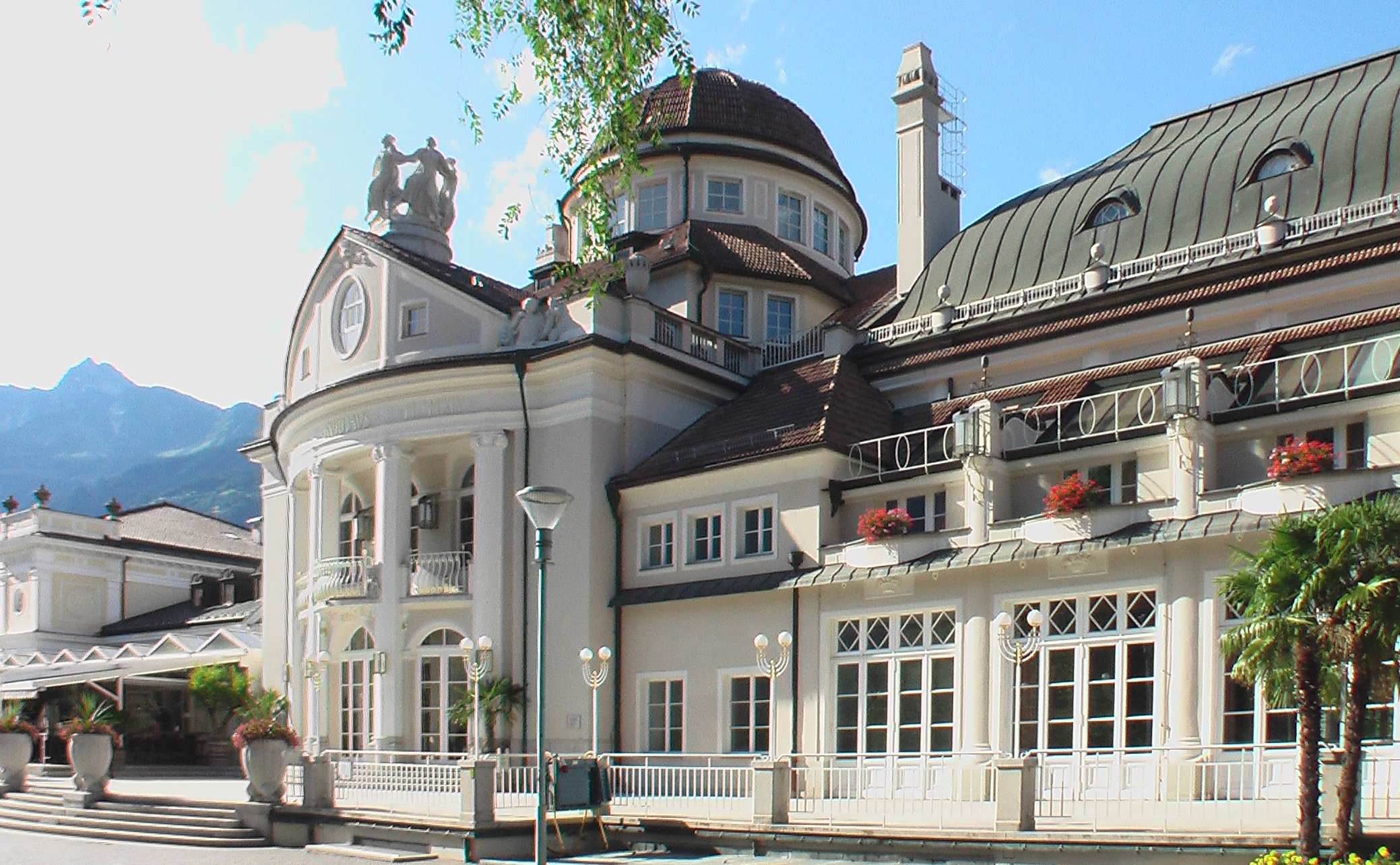
Kurhaus an der Passerpromenade

Meran hat eine Tradition als Kur- und Fremdenverkehrsort und gilt als eine der ersten Touristenhochburgen des Habsburgerreiches mit vielen namhaften Gästen aus Politik und Kultur. Wissenschaftler und Ärzte schätzten vor allem das milde, mediterrane Klima und die reine Luft der Kurstadt, die besonders die Heilung von Lungenleiden begünstigte. Teil des Heilprogramms war das tägliche Kurkonzert. Seit 1855 gab es eine Kurkapelle, später das Kurorchester, das während der Saisonen in der Regel zweimal täglich Konzerte gab. Das Orchester galt als eines der renommiertesten im Habsburgerreich und hatte noch bis 2005 Bestand. Auch heute finden in Meran regelmäßig, zwischen August und September auch täglich, klassische und andere Konzerte mit oftmals international bekannten Musikern statt.

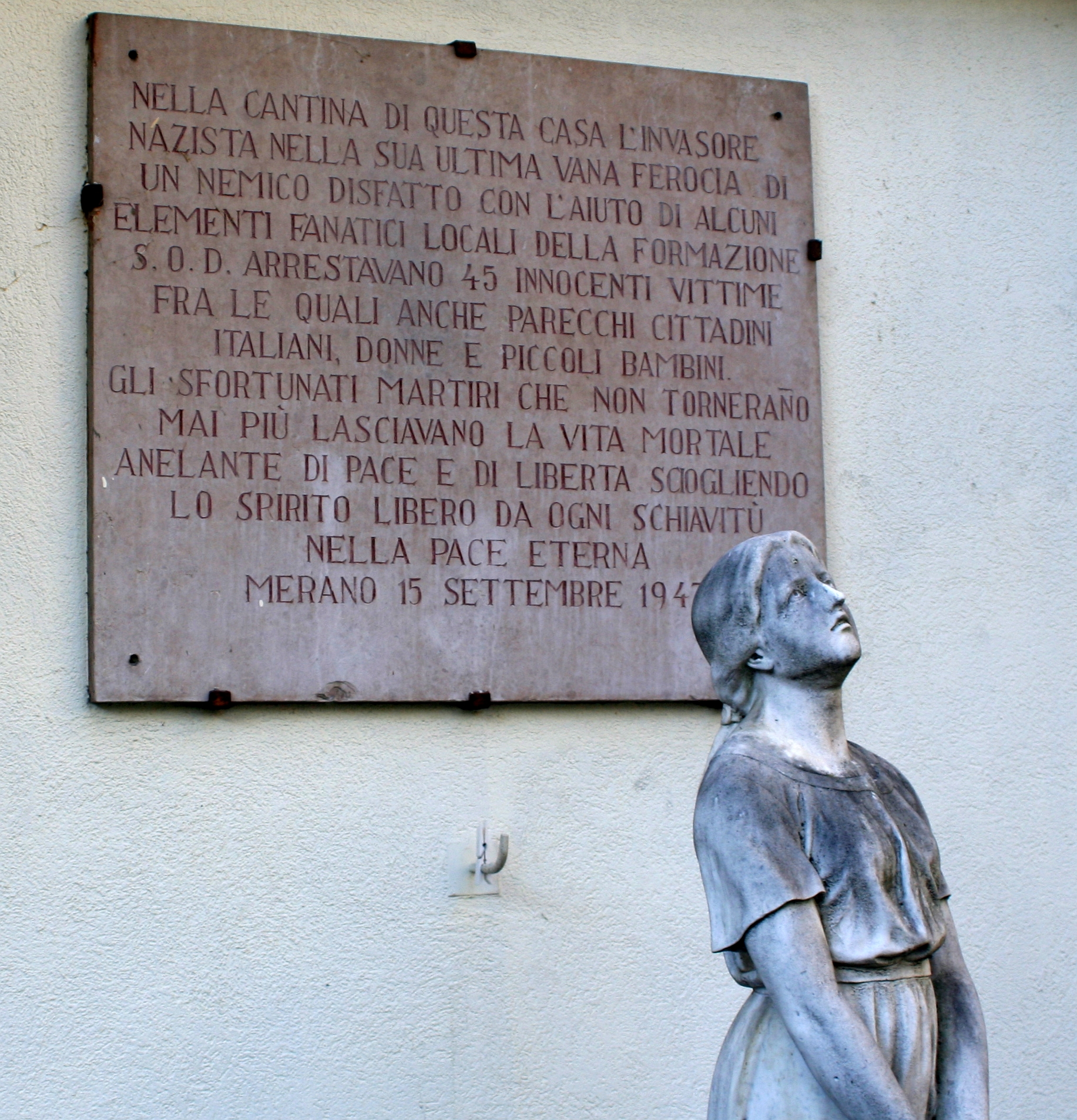
Denkmal für die deportierten Juden im Hof des ehemaligen Balilla-Hauses (Otto-Huber-Str. 36)

Nach einem deutlichen Bedeutungsrückgang während des Zweiten Weltkriegs gelang es unter anderem durch diese Konzerte, nach 1945 aus Meran erneut einen der wichtigsten Fremdenverkehrsorte Südtirols zu machen.
Der Endkampf und das Finale des Kandidatenturniers der Schachweltmeisterschaft 1981 wurden in Meran ausgetragen.

## Ortsname
Der Name entwickelte sich von Mairania (857) über Mairanum (1237) zu Meran (erstmals 1317). Benennungsmotiv war ein Meierhof – lateinisch maioria – zwischen dem Küchelberg und der Passer, aus dem wohl ein Gebietsname *maiorania abgeleitet wurde. Der Flurname auf der Meran lässt sich noch in spätmittelalterlichen Urkunden nachweisen.

## Demographie

### Einwohnerentwicklung
| Jahr | Einwohner | Anmerkungen |
| ---- | --------- | --- |
| 1776 | –         | in 196 Häusern |
| 1785 | 2154      | in 205 Häusern |
| 1804 | –         | in 224 Häusern |
| 1830 | 2138      | [ 18 ] |
| 1840 | 2400      | in 220 Häusern |
| 1857 | 3083      | [ 20 ] |
| 1859 | 3198      | in 253 Häusern |
| 1869 | 4229      | am 31. Dezember, in 267 Häusern |
| 1880 | 5334      | in 318 Häusern |
| 1887 | 6500      | in 401 Häusern |
| 1900 | 9323      | im Kurbezirk mit der Stadt und den angrenzenden Dörfern Obermais (3693 Einwohner), Untermais (4968 Einwohner) und Gratsch (392 Einwohner) insgesamt 18.376 Einwohner |

| Jahr | Einwohner |
| ---- | --------- |
| 1951 | 27.908    |
| 1961 | 30.614    |
| 1971 | 33.235    |
| 1981 | 33.711    |
| 1991 | 33.504    |
| 2001 | 33.656    |
| 2011 | 37.368    |

### Sprachgruppen
Meran ist gemäß den seit 1981 erhobenen Sprachgruppenzugehörigkeitserklärungen bzw. Sprachgruppenzuordnungserklärungen die einzige Gemeinde Südtirols, in der sich die deutsch- und italienischsprachigen Gemeinschaften zahlenmäßig mehr oder weniger die Waage halten, wobei als Berechnungsgrundlage dieser Prozentwerte allein die gültigen Erklärungen von Personen mit italienischer Staatsbürgerschaft herangezogen wurden.
| Sprache     | 1900    | 1971    | 1981    | 1991    | 2001    | 2011    | 2024    |
| ----------- | ------- | ------- | ------- | ------- | ------- | ------- | ------- |
| Deutsch     | 94,18 % | 45,00 % | 49,68 % | 50,46 % | 51,50 % | 50,47 % | 48,26 % |
| Italienisch | 4,91 %  | 54,72 % | 49,84 % | 49,01 % | 48,01 % | 49,06 % | 51,37 % |
| Ladinisch   |         | 0,28 %  | 0,48 %  | 0,53 %  | 0,49 %  | 0,47 %  | 0,37 %  |

## Politik

### Liste der Bürgermeister
Bürgermeister ab 1800:
- 1797–1806: Johann August Genal
- 1806–1807: Josef Knoll
- 1807–1824: Josef Paul Buchmair
- 1824–1861: Josef Valentin Haller
- 1861–1870: Gottlieb Putz
- 1870–1873: Franz Putz
- 1873–1875: Simon Thalguter
- 1875–1879: Adalbert von Hellrigl
- 1879–1884: erneut Simon Thalguter
- 1884–1890: Josef von Pircher
- 1890–1914: Roman Weinberger
- 1914–1919: Josef Gemaßmer Kundmachung im Namen des Bürgermeisters Josef Gemaßmer

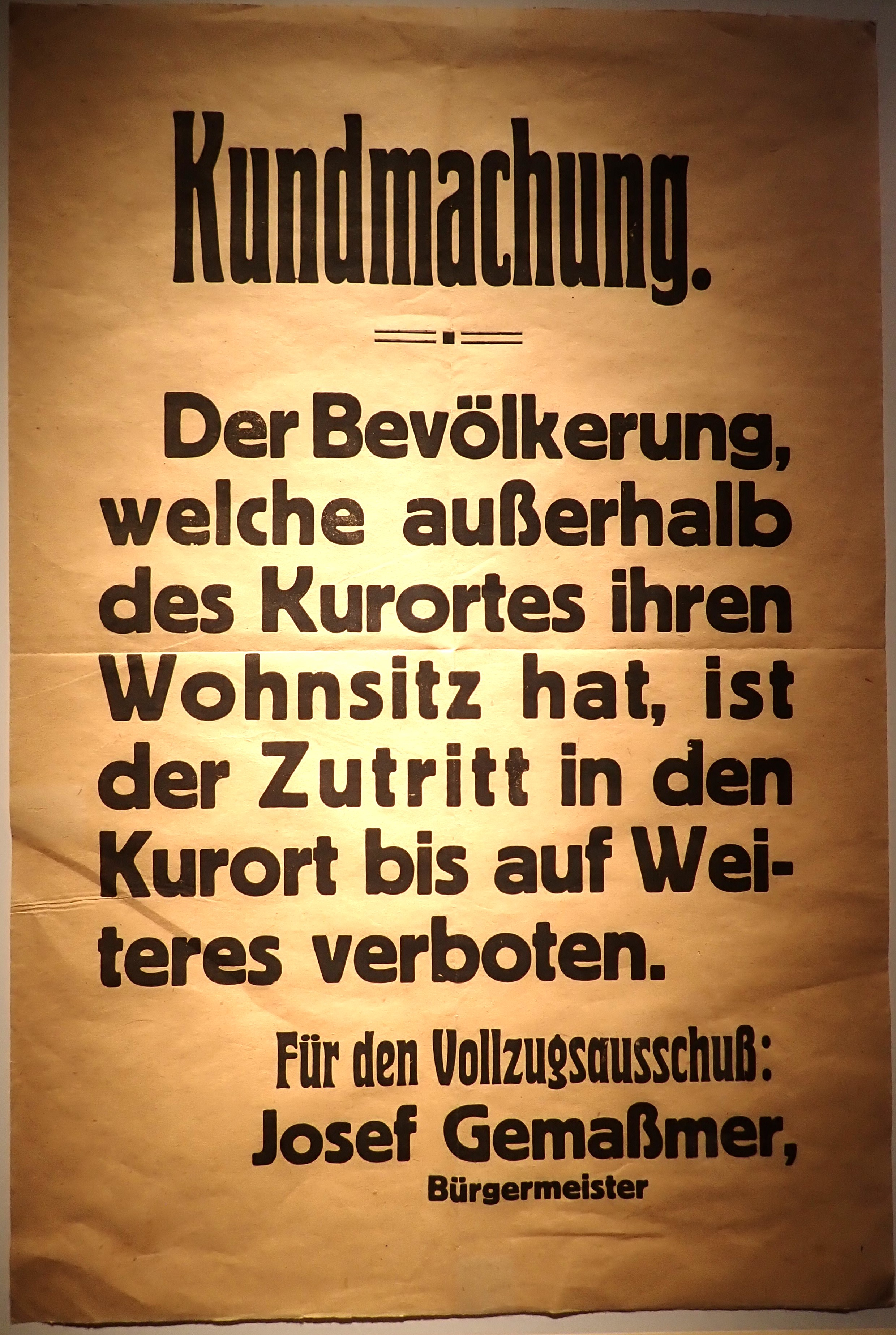
Kundmachung im Namen des Bürgermeisters Josef Gemaßmer

- 1919–1922: Vizebürgermeister Karl Bär
- 1922–1935: Max Markart
- 1935–1943: faschistische Podestà

Während der deutschen Besatzung:
- 1943–1945: Karl Erckert

Bürgermeister seit 1952:
- 1952–1953: Italo Zanandrea
- 1953–1956: Michele Vinci
- 1956–1964: Luigi Bertagnolli
- 1964–1966: Luigi Ercole Volante
- 1966–1973: Aldo Balzarini
- 1973–1974: Ottokar Polasek
- 1975–1980: Franco Dorigoni
- 1980–1983: Franz Alber
- 1983–1985: Giancarlo Micheli
- 1985–1988: Franz Alber
- 1988–1990: Giuseppe Rossi
- 1990–1994: Armin Ganner
- 1994–1995: Claudia Chistè
- 1995–2005: Franz Alber
- 2005–2015: Günther Januth
- 2015–2020: Paul Rösch
- 2020–2021: unter kommissarischer Verwaltung
- 2021–2025: Dario Dal Medico
- seit 2025: Katharina Zeller

### Wappen
| | Blasonierung: „In silberfarbenem Schild, ein rechtsschauender, ungekrönter roter Adler mit dreikleeförmig auslaufenden, goldenen Flügelspangen und goldenen Waffen, welcher mit den Fängen auf einer durchgehenden Mauer aufsitzt, die mit vier Zinnen bewehrt und durch drei offene Tore durchbrochen ist.“ |
| Wappenbegründung: Die Geschichte des Meraner Wappens geht bis ins 14. Jahrhundert zurück und nimmt ihren Ausgang wahrscheinlich im Jahr 1317 mit der ersten Stadtordnung, die Meran durch Heinrich von Kärnten, damals König von Böhmen und Graf von Tirol, verliehen wurde. Die Mauer mit den drei Toröffnungen und darauf der Tiroler Adler: Landesfürst und Stadt, das Land Tirol und seine Hauptstadt bilden im Meraner Stadtwappen eine Einheit. Auf der ältesten erhaltenen Darstellung der Stadt-Insignien aus dem Jahr 1363 steht die Stadtmauer auf einer Wiese. Auf dem ältesten erhaltenen Stadtwappen, jenem am Bozner Tor, ist die Wiese allerdings verschwunden. Daraus lässt sich schließen, dass das Stadtwappen spätestens ab Mitte des 15. Jahrhunderts ohne Wiese auskommt. Solche und ähnliche Änderungen eines Wappens im Laufe der Jahrhunderte sind nicht unüblich. Im Jahr 1928 besinnen sich jedoch die Faschisten der Wiese, weniger aus heraldischen als aus nationalistischen Gründen: grüne Wiese, weißer Hintergrund, roter Adler – all das soll an die italienische Trikolore erinnern. Aus falschen Gründen wurde eine historisch richtige Entscheidung getroffen, der allerdings fortan der Makel des Faschismus anhing. Die Gemeinde kehrte deshalb 1974 wieder zum Wappen aus dem 15. Jahrhundert zurück: ganz ohne grüne Wiese. | |

### Parlamentswahlen
Bei den Wahlen zum italienischen Parlament gehört die Stadt zum Kammerwahlkreis Brixen (der Kammerwahlkreis Meran wurde 2020 aufgelöst) bzw. zum Senatswahlkreis Meran.

## Wirtschaft und Infrastruktur
Mit 16.913 Beschäftigten in 3.946 Arbeitsstätten ist Meran nach Bozen der zweitgrößte Arbeitgeber Südtirols. Drei Unternehmen der Stadt beschäftigen je über 250 Mitarbeiter. Ein Industrie- und Gewerbegebiet liegt ebenfalls in der Stadt.

### Verkehr

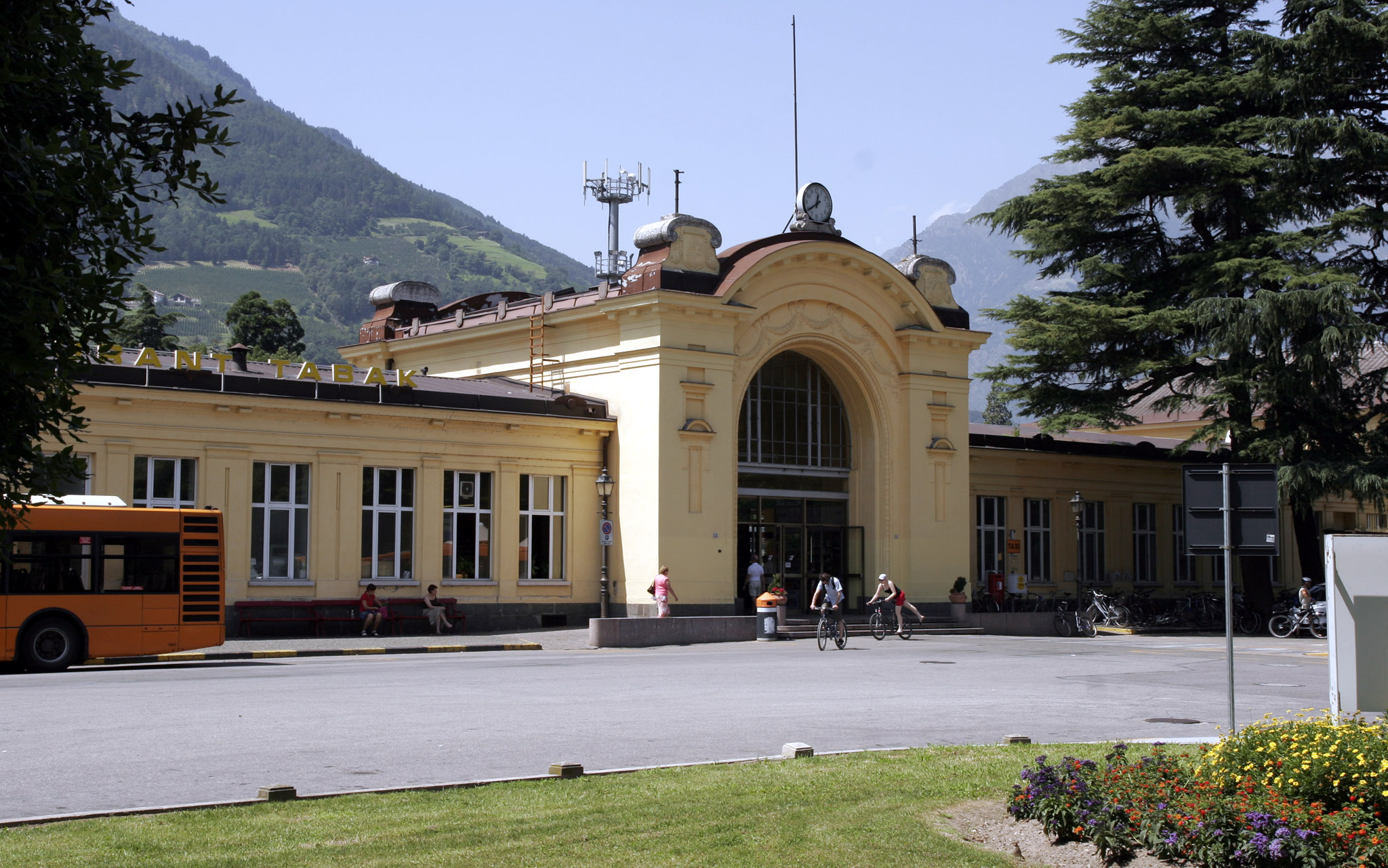
Der Bahnhof von Meran

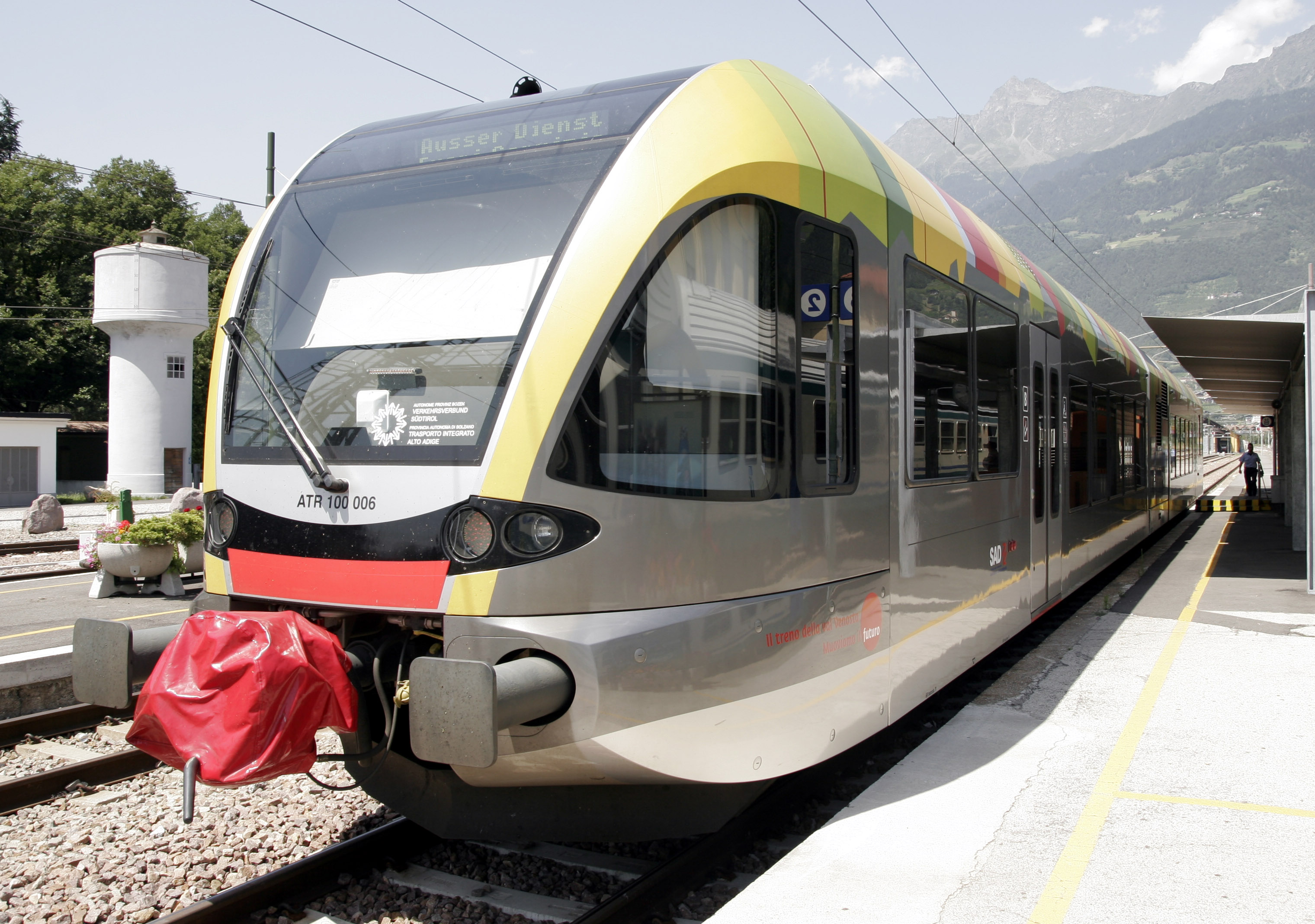
Triebwagen der Vinschger Bahn im Bahnhof von Meran

Meran ist über eine Schnellstraße, die sogenannte MeBo, mit der rund 30 km entfernten Brennerautobahn (Anschluss: Bozen Süd) verbunden. Außerdem ist die Stadt ein Knotenpunkt für die Straßen in den Vinschgau (SS 38), Richtung Ultental und Gampenpass (SS 238), nach Passeier (SS 44) und zu den Höhendörfern beiderseits des Etschtals. Im Oktober 2013 wurde der erste Teil der Nordwestumfahrung fertiggestellt, der unterirdisch von der MeBo bis zum Bahnhof verläuft. Mit den Bauarbeiten für den ebenfalls unterirdischen zweiten Teil, der weiter durch den Küchelberg bis zum Eingang des Passeiertals führt, wurde 2020 begonnen. Der Durchstich des zweiten, etwa 2 Kilometer langen Tunnels erfolgte 2025. Die Eröffnung für den Verkehr ist für den Herbst 2026 geplant. Außerdem wurde im Zuge der Bauarbeiten für die Umfahrung auch mit dem Bau der umstrittenen Kavernengarage begonnen.
Der Bahnhof Meran verknüpft die Vinschgaubahn und die Bozen-Meran-Bahn. Neben dem Hauptbahnhof gibt es im Süden des Stadtgebiets noch den Bahnhof Meran-Untermais.
Den innerstädtischen Verkehr bedienen mehrere Stadtbuslinien der SASA; ins Umland verkehren Regionalbuslinien. Ein Teil dieser Verkehrsleistungen wurde früher durch die städtische Straßenbahn (von 1908 bis 1956) sowie die anschließende Überlandstraßenbahn nach Lana (von 1906 bis 1950) erbracht. Den Küchelberg in Dorf Tirol erschließt vom Stadtzentrum aus der Panoramalift Meran–Dorf Tirol.
Auch im regionalen Radverkehrsnetz ist Meran ein wichtiger Knotenpunkt. Das Stadtgebiet wird von der Radroute 2 „Vinschgau–Bozen“ durchquert, die hier mit der Radroute 4 „Passeiertal“ und der Radroute 20 „Meran–Lana“ verknüpft ist.

### Gesundheit
Meran ist der Standort eines öffentlichen Krankenhauses des Südtiroler Sanitätsbetriebs. Zudem existieren mit den Kliniken Martinsbrunn, Villa St. Anna und St. Joseph auch private Einrichtungen.
Der Rettungsdienst in Meran wird von den Hilfsorganisationen Weißes Kreuz und Italienisches Rotes Kreuz betrieben. Zusammen halten diese 3 RTW sowie ein mit Arzt besetztes NEF vor. Zudem werden noch zahlreiche KTW für den Sekundärtransport bereitgestellt. Die Rettungskräfte rücken vom 2019 neu gebautem Rettungszentrum am Meraner Krankenhaus aus.

### Feuerwehr
Die freiwillige Feuerwehr Meran Stadt zählt zu den größten freiwilligen Feuerwehren in Südtirol. Zusammen mit den sechs anderen Meraner Feuerwehren stellt sie die Gefahrenabwehr in Meran sicher. Die Mitglieder der Feuerwehr sind allesamt freiwillig und werden mittels Personenmeldeempfänger alarmiert. In der Nacht und an Sonntagen gibt es fest eingeteilte Schichten, um ein schnelles Ausrücken sicherzustellen.

### Berg- und Wasserrettung
Die im Zivilschutzzentrum stationierten zwei Bergrettungsvereine Merans verfügen über insgesamt vier Einsatzfahrzeuge. Der Dienst wird ausschließlich von Freiwilligen bestritten, welche in Bereitschaftsschichten eingeteilt sind.
Die in Lana stationierte Wasserrettung Meran ist zusammen mit der Wasserrettungsgruppe der Feuerwehr Meran für die Gefahrenabwehr in den Gewässern des Burggrafenamtes zuständig.

## Bildung
In der Gemeinde Meran gibt es zahlreiche Bildungseinrichtungen, die – wie in Südtirol üblich – im Bereich der öffentlichen Primar- und Sekundarstufen nach Sprachgruppen aufgeschlüsselt sind.
Deutschsprachige Schulen: Im Gemeindegebiet gibt es sechs deutschsprachige öffentliche Grundschulen, davon zwei in Meran rechts der Passer („Franz Tappeiner“ und „Albert Schweitzer“), zwei in Untermais („Oswald von Wolkenstein“ und „Karl Erckert“), eine in Obermais („Hermann von Gilm“) und eine in Sinich, sowie drei Mittelschulen (zwei rechts der Passer, eine in Obermais). Die Waldorfschule Meran bietet eine private Alternative zu den öffentlichen Grund- und Mittelschulen.
Das Angebot an deutschsprachigen weiterführenden Schulen ist reich ausgestaltet: Zu den Einrichtungen zählen die Gymnasien Meran, das Realgymnasium „Albert Einstein“ mit der angeschlossenen Technologischen Fachoberschule „Oskar von Miller“, die Fachoberschule für Tourismus und Biotechnologie „Marie Curie“, die Wirtschaftsfachoberschule „Franz Kafka“, die Landeshotelfachschule „Kaiserhof“, die Landesberufsschule für das Gastgewerbe „Savoy“, sowie die Landesberufsschule „Dipl. Ing. Luis Zuegg“.
Italienischsprachige Schulen: Für die italienische Sprachgruppe gibt es fünf Grundschulen, nämlich eine in Meran rechts der Passer, eine in Obermais, zwei in Untermais und eine in Sinich, sowie zwei Mittelschulen (je eine rechts der Passer und in Untermais). An weiterführenden Schulen bestehen das Oberschulzentrum „Gandhi“ mit mehreren Schulzweigen, die Landeshotelfachschule „Cesare Ritz“ und die Landesberufsschule „Guglielmo Marconi“.

## Sehenswürdigkeiten

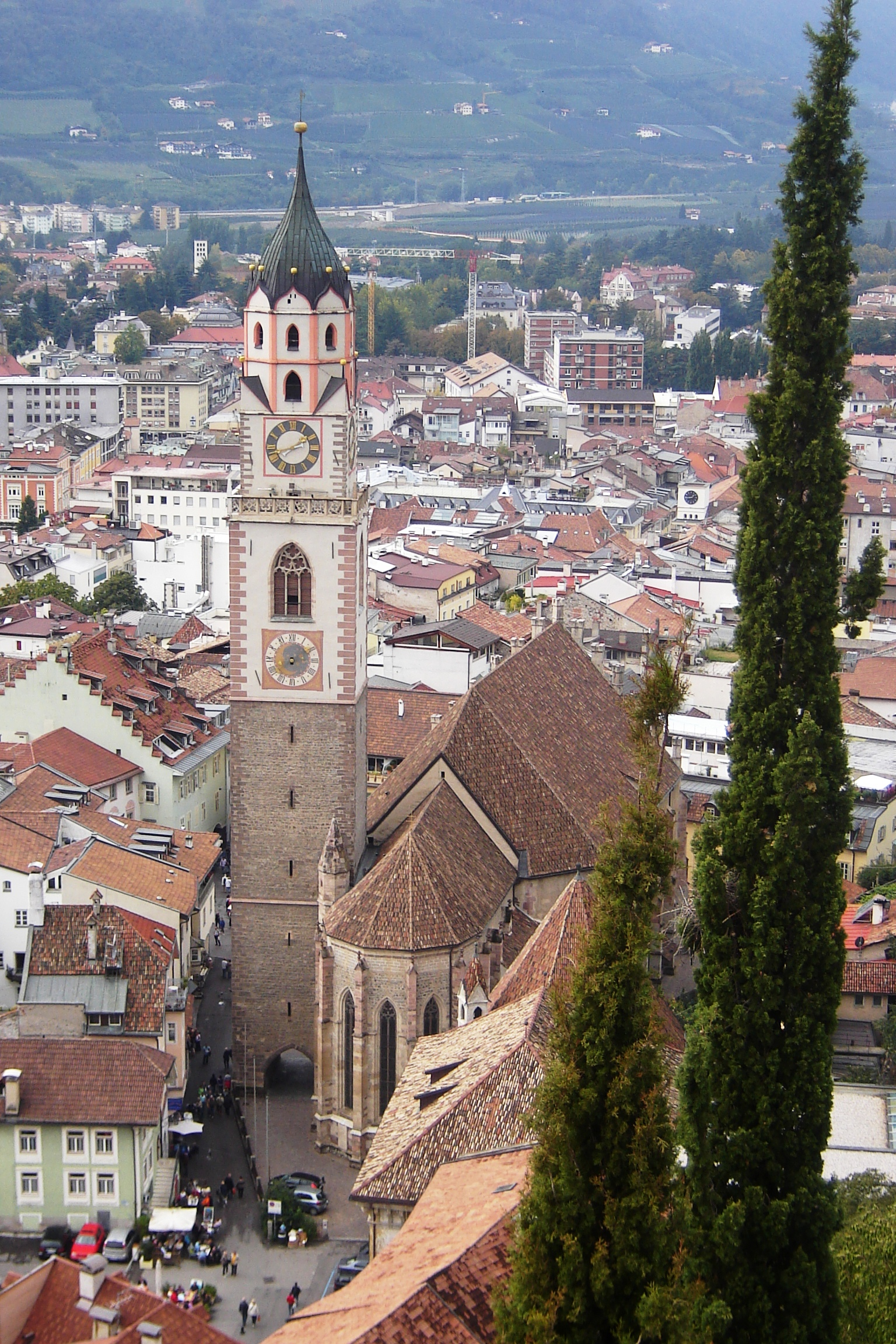
Pfarrkirche St. Nikolaus

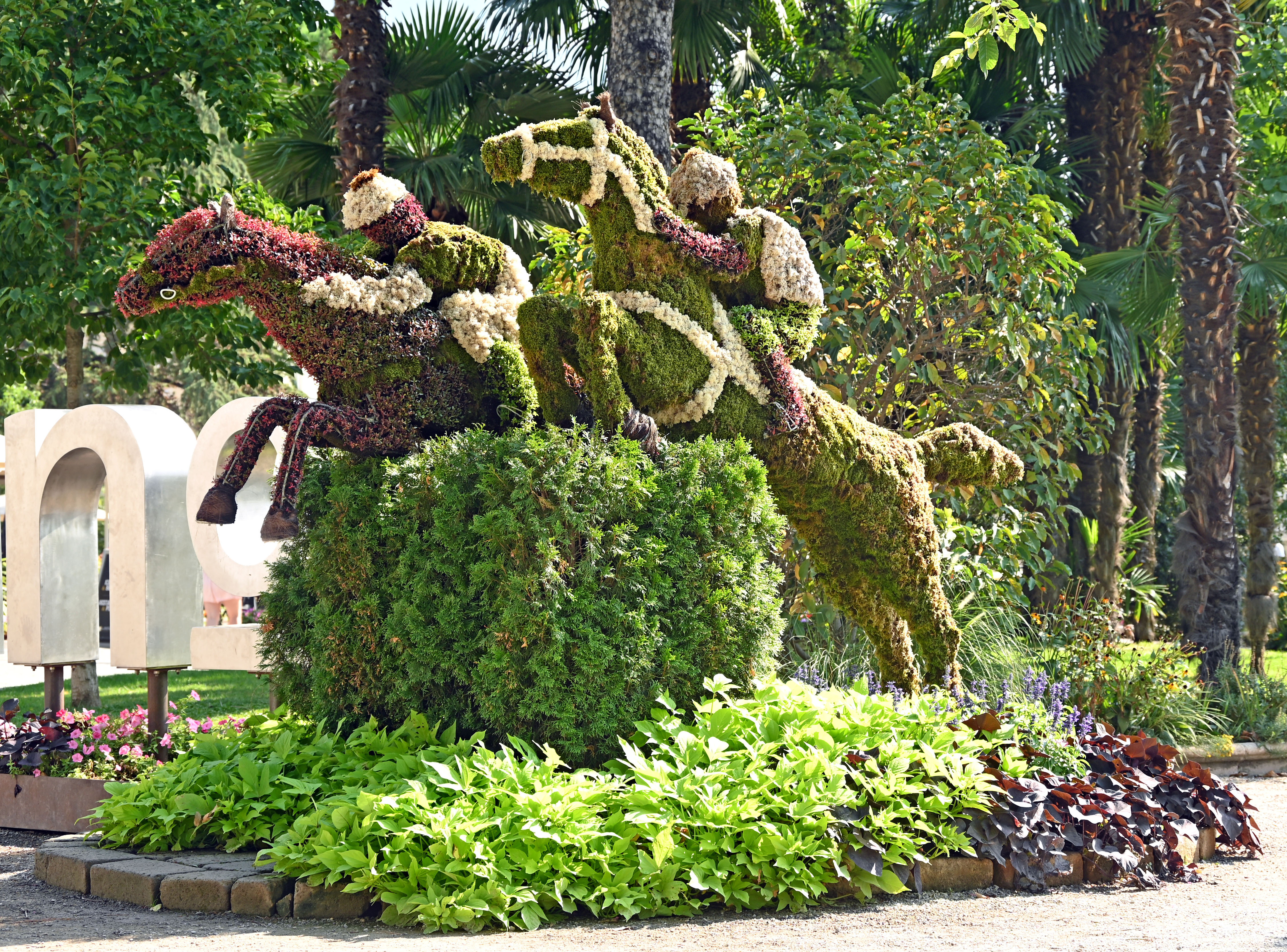
Meraner Blumenschmuck auf der Kurpromenade

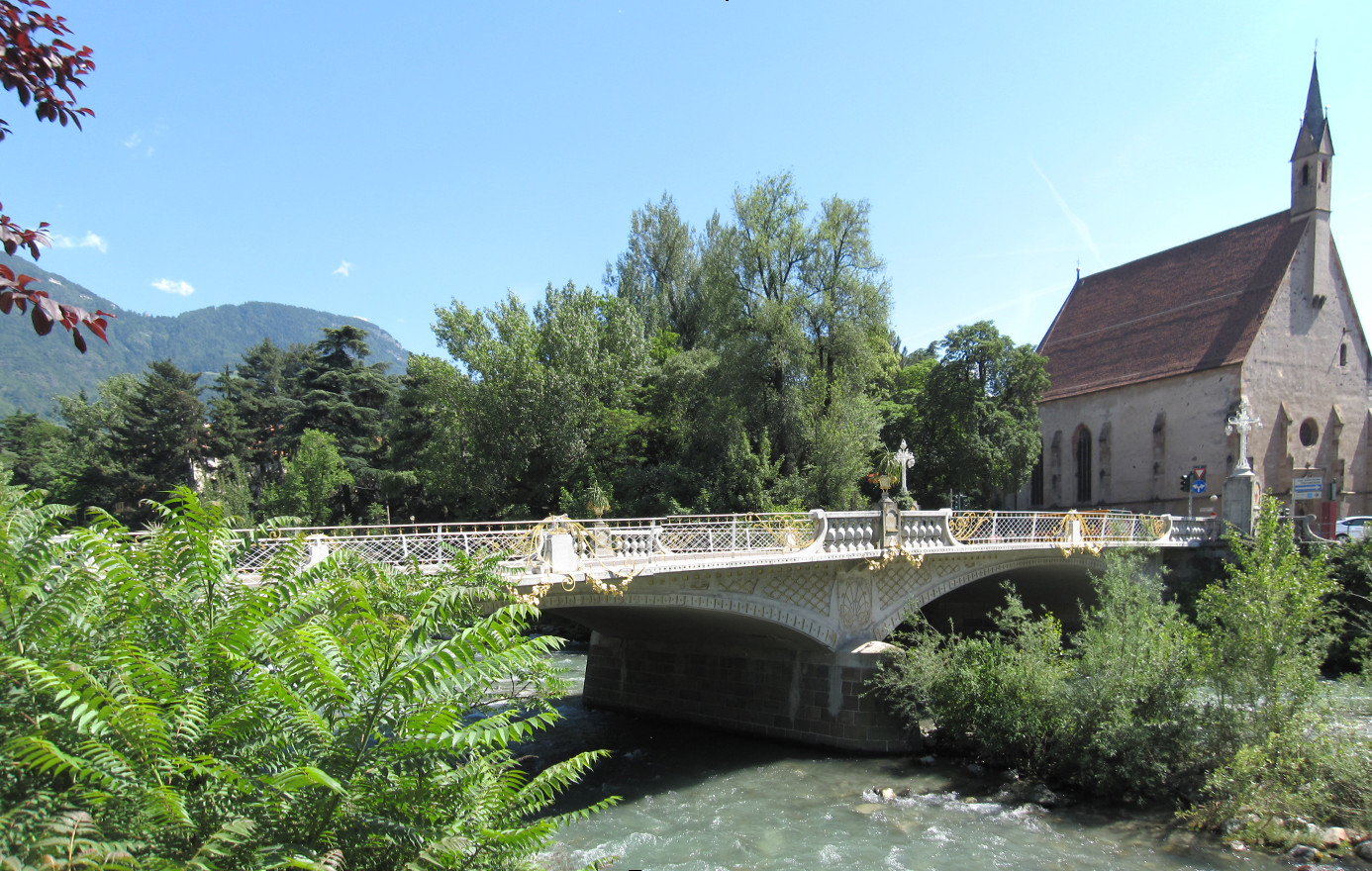
Postbrücke über die Passer mit Spitalkirche

### Historische Bauwerke
- Pfarrkirche St. Nikolaus mit Barbarakapelle
- Pfarrkirche St. Vigil
- Spitalkirche – Heilig-Geist-Kirche
- Schloss Trauttmansdorff mit Botanischem Garten
- Synagoge
- Landesfürstliche Burg
- Burg Katzenstein und Fragsburg im Süden Merans
- Ottoburg (Maiastraße 12, hier wohnte kurzzeitig Franz Kafka)
- Pulverturm (Ortenstein)
- Stadttore: Passeirer Tor, Bozner Tor, Vinschger Tor, Ultner Tor (abgerissen)
- Altstadt mit Laubengasse
- Stadttheater, 1899 im Jugendstil von Martin Dülfer erbaut
- Kurhaus
- Meraner Kurthermen
- Rathaus, 1929/31 nach Entwurf von Ettore Sottsass senior errichtet
- Kurpromenade (Winter- und Sommerpromenade)
- Theaterbrücke
- Postbrücke
- Gilf mit Steinernem Steg
- Terrasse beim Tappeinerweg (Überreste einer Sprengstofflagerhalle)
- Friedhöfe in Meran
- Evangelisch-lutherische Christuskirche, 1882 von Johannes Vollmer geplant, teilw. ausgestattet von Franz Xaver Pendl

### Museen
- Das Tourismusmuseum Touriseum wurde im Frühjahr des Jahres 2003 eröffnet und zeigt die historische Entwicklung des Tourismus in Südtirol.
- Das Museum Villa Freischütz in Obermais, Schönblickstraße 8, zeigt als Hausmuseum die von Franz Fromm und seinen Nachfahren zusammengetragene Sammlung an Kunst und Kunstgewerbe im Rahmen einer vollständig erhaltenen großbürgerlichen Einrichtung. Es ist getragen von einer Stiftung und wurde 2019 eröffnet.
- Das privat geführte Frauenmuseum Meran in der Meinhardstraße 2 bietet einen Einblick in verschiedene Epochen der Geschichte der Frau.
- Kunst Meran/Merano arte im Haus der Sparkasse ist ein von einem gemeinnützigen Verein geführtes Museum für zeitgenössische Kunst in den Meraner Lauben.
- Das Stadtmuseum ist das älteste Museum Südtirols. Es wurde im April 2015 als Palais Mamming Museum neu eröffnet.

### Musik
1862 wurde der heute noch bestehende Männergesangsverein Meran (MGV Meran) unter Chormeister Johann Grissemann begründet. Auf ihn folgten Karl Klinger, Ernst Schmeißer und Hans Frank.

### Umgebung von Meran
- Schloss Tirol, Stammburg der Grafen von Tirol mit dem Südtiroler Landesmuseum für Kultur- und Landesgeschichte
- Zenoburg am Zenoberg (Gemeinde Tirol)
- Partschinser Wasserfall
- Fundstelle von Ötzi, dem 5000 Jahre alten Mann aus dem Eis im Schnalstal

### Skigebiete in der Umgebung
- Meran 2000 in Hafling
- Skigebiet Schnalstaler Gletscher im Schnalstal
- Skigebiet Schwemmalm im Ultental
- Skigebiet Pfelders in Passeier
- Ortler Skiarena: Skigebiete rund um Meran

### Thermenanlage und Hotel

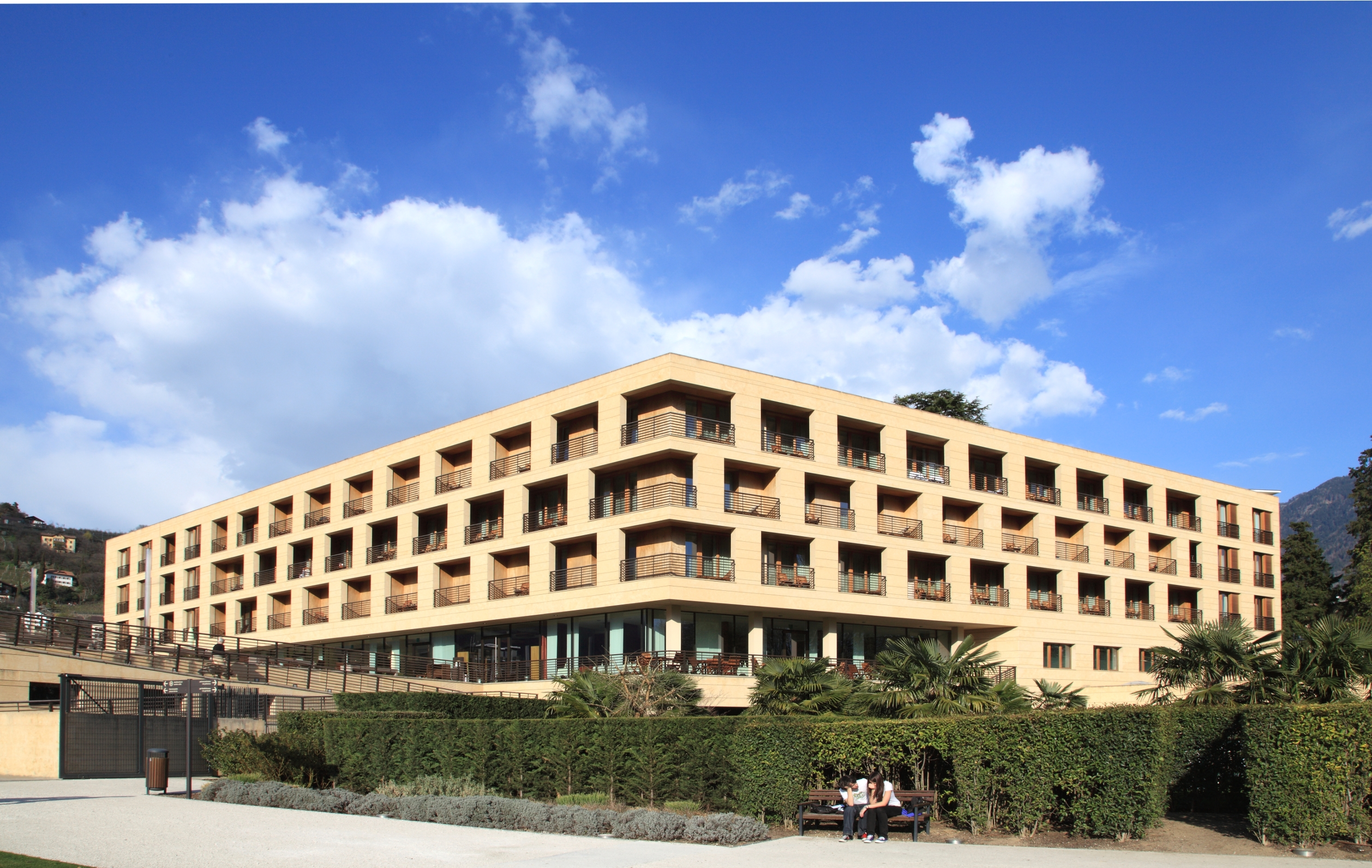
Hotel Therme Meran

Ende 2005 wurde im Herzen von Meran in einem mehr als 50.000 Quadratmeter großen Park die neue Thermenanlage eröffnet, ein Quader aus Stein, Glas und Stahl mit einer von Matteo Thun entworfenen Innenarchitektur. Teile der Außenarchitektur wurden bei der Gestaltung des ebenfalls im Park liegenden Hotels übernommen. Das Hotel Therme Meran wurde teilweise durch Gelder des Landes Südtirol finanziert (Kosten: ca. 40 Millionen €) und im März 2006 eröffnet. Von der Eröffnung bis Ende September 2009 wurde das Hotel von der Gruppe Steigenberger betrieben. Seit Anfang Oktober 2009 wurde das zum Verkauf stehende Hotel von der Therme Meran AG geführt. Im Juli 2011 wurde es für 30.601.000 € von einer Bietergemeinschaft bestehend aus der Athesia sowie den Unternehmerfamilien Nestl, Demetz und Sanoner gekauft.
Das Thermalwasser stammt aus einer 2350 m tiefen Bohrung im Stadtteil Sinich, hat an der Ursprungstiefe (2100 m – 2300 m) eine Temperatur von ca. 90 °C und ist stark mineralisiert (Sulfat, Chlorid). Weiters wird kühles und schwach mineralisiertes, aber strontium- und radonhältiges Meraner Mineralwasser vom Vigiljoch beigemischt.

### Pferderennplatz

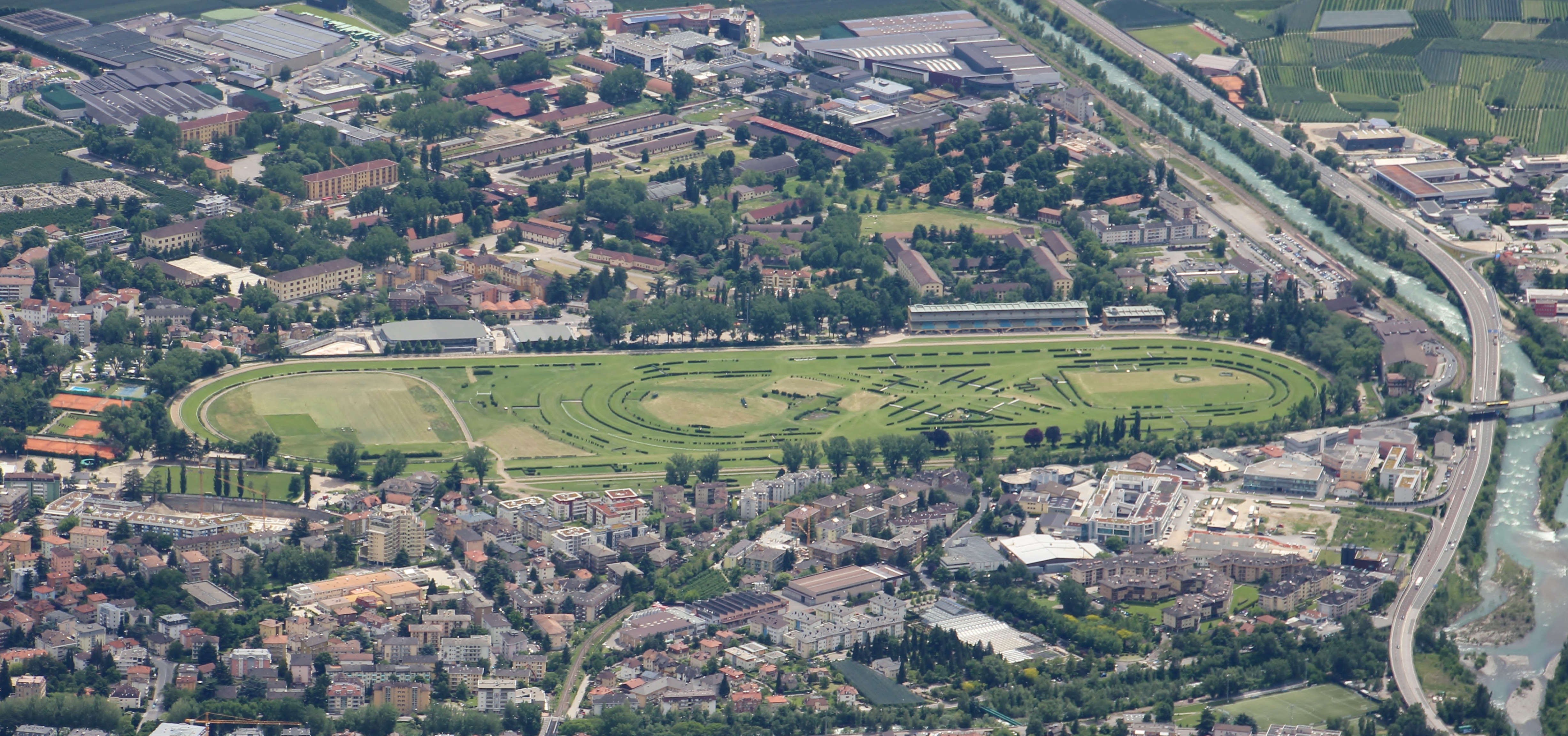
Der Pferderennplatz von Meran

Meran besitzt mit dem Pferderennplatz Meran eine große Pferderennbahn.
Er liegt in Untermais und verfügt über eine 5 km lange Rennbahn, auf der 1935 das erste Rennen stattfand.
Höhepunkte der Saison bilden das Haflinger Galopprennen am Ostermontag und der große Preis von Meran, ein hochdotiertes Hindernisrennen am letzten Sonntag im September.

### Tennisplätze
Seit 1884 wird in Meran Tennis gespielt, als erstmals ein Lawn Tennis-Platz, der erste in Tirol und vermutlich in der gesamten K und K Monarchie, belegt ist. In weiterer Folge legten verschiedene Hotels, so etwa der Kaiserhof, eigene Tennisplätze an, und es entstand eine größere Einrichtung in Untermais, wo sich noch heute die städtische Tennisanlagen befinden. Ein Meraner Tennisclub bestand seit 1890, und vom 3. bis 7. April 1905 fand das I. Internationale Lawn-Tennis-Turnier statt.

## Veranstaltungen

### Meraner Weihnacht

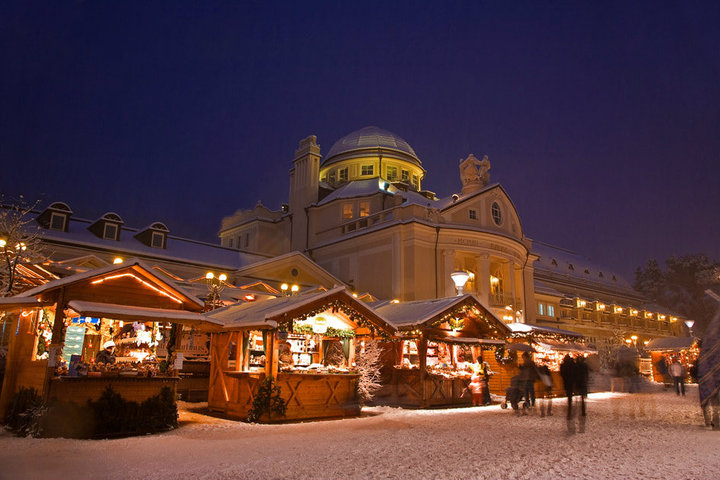
Verkaufsstände und Kurhaus (Meraner Christkindlmarkt)

Meraner Weihnacht ist einer der Südtiroler Christkindlmärkte.

### Meraner Musikwochen
International bekanntestes Südtiroler Musikfestival (Südtiroler Classic Festival) mit Schwerpunkt sinfonische Musik aus der Zeit der Klassik und Romantik. Seit 1986 hat es viele der wichtigsten europäischen und außereuropäischen Orchester und Solisten nach Meran gebracht und damit an das rege Musikgeschehen Merans in der Blütezeit der Kurstadt angeknüpft (Kurorchester). Es findet im Zeitraum zwischen Ende August und Ende September mit den Hauptveranstaltungsorten Kurhaus und Stadttheater statt.

### Festival MeranJazz und mitteleuropäische Jazzakademie
MeranJazz ist ein kleines renommiertes Jazzfestival, das seit 1997 im Juli stattfindet und seit 2002 eng mit der mitteleuropäischen Jazzakademie zusammenarbeitet. Der Programmschwerpunkt liegt auf bekannten US-amerikanischen und italienischen Jazzmusikern und Ensembles. Die mitteleuropäische Jazzakademie verbindet konzeptuell den italienisch- und deutschsprachigen Kulturraum mit wechselnden Lehrkräften aus dem italienischen und mitteleuropäischen Raum und lädt auch Artists in Residence ein.

### Asfaltart
Seit 2006 findet im Juni das dreitägige internationale Straßenkunstfestival statt. Es gilt als eines der größten und wichtigsten Festivals dieser Art in Europa und hat jährlich bis zu 25.000 Besucher.

## Städtepartnerschaften
- Salzburg (Österreich)